# ادركا (آيت حديد الزاوية)
ادركا هو دُوَّار يقع بجماعة زاوية سيدي حمزة، إقليم ميدلت، جهة درعة تافيلالت في المملكة المغربية. ينتمي الدوّار لمشيخة آيت حديد الزاوية التي تضم دوارين. يقدر عدد سكانه بـ 308 نسمة حسب الإحصاء الرسمي للسكان والسكنى لسنة 2004.

## روابط خارجية
- البوابة الوطنية للجماعات الترابية
- المندوبية السامية للتخطيط